# Jaroslav Zaorálek
Jaroslav Zaorálek (22. prosince 1896 Spytihněv – 20. října 1947 Roztoky u Prahy) byl český překladatel, převážně z francouzštiny a němčiny, ale také z italštiny, angličtiny, španělštiny.

## Život
Byl synem venkovského učitele. Roku 1915 maturoval na gymnáziu v Uherském Hradišti, po první světové válce studoval češtinu a francouzštinu na pražské filozofické fakultě. Zahájil studium medicíny, poté se vrátil na filozofickou fakultu. Roku 1925 odjel na studijní pobyt do Francie, kde se oženil se sochařkou Hedvikou Procházkovou (1900–1982). V roce 1926 se usadili v Roztokách u Prahy, kde se jim narodil syn Jan. Zde se až do smrti věnoval překládání.

## Dílo
Přeložil na dvě stovky prací, většinou jazykově velmi náročných. Své mistrovství se snažil podřídit autorovi, aby potlačil vlastní osobnost a zachoval rytmus, vzněty a dojmy originálu. Ovládl češtinu ve všech stylových rovinách a historických vrstvách, zapisoval si i lidová rčení, která vydal tiskem.

### Monografie
- Kdo to řekl? (1940, slovník citátů, s B. Mathesiem)
- Lidová rčení (1947), dostupné online

### Překlady

#### z francouzštiny
- Guillaume Apollinaire: Fantazie (1924), Kacíř a spol. (1926)
- Louis Aragon: Karneval života (1938)
- Honoré de Balzac: Gobseck (1925), Toulavá mošna (1938), Succubus aneb Běs sviňavý ženský
- Francis Carco: Život mistra Villona (1928)
- Louis Ferdinand Céline: Cesta do hlubin noci (1933), Církev (1934), Smrt na úvěr (1936)
- François René de Chateaubriand: Atala, René (1926)
- Gabriel Chevallier: Zvonokosy (1937)
- Charles de Coster: Flanderské legendy (1941)
- Pierre Courthion: Delacroix (1940)
- Georges Duhamel: Notář z Havru (1935), Zahrada šelem (1936), Pohled do země zaslíbené (1937), Svatojánská noc (1938)
- Gustave Flaubert: Herodias (1924)
- Alain-Fournier: Kouzelné dobrodružství, Veliký Meaulnes (1938)
- Anatole France: Traktér u královny Pedauky (1931); Život v květu (1935), Jana z Arku
- Jean Giono: Hlasy země (1933), Člověk z hor (1934), Kéž tonu v radosti (1935)
- Jean Giraudoux: Zuzanka a Tichý oceán (1927), Dobrodružství touhy (1935)
- Guéhenno: Zápisník čtyřicetiletého (1936)
- Alfred Jarry: Nadsamec, Messalina (1930)
- Jules Laforgue: Charles Baudelaire (1930), Legendární morality (1934)
- Lautréamont: Maldororovy zpěvy (1929)
- Alain René Lesage: Gil Blas (1928)
- Jacques Loveilke: Léon Bloy (1930)
- Maurice Maeterlinck: Vraždění neviňátek (1928)
- François Mauriac: Cesty k moři (1947)
- André Maurois: Prostý příběh vojáka Biggse (1922), Básník a svět (1924), Byron (1931), Rodinný kruh (1932), Bernard Quesney (1927)
- Prosper Mérimée: Novely (1928, s L. Z. Dostálovou)
- Alfred de Musset: Povídky a novely (1929), Komedie a proverby (1930)
- Gérard de Nerval: Procházky, Aurelia, Korespondence (1930), Cesta do Orientu (1930)
- Charles-Louis Philippe: Matka a dítě (1927)
- Marcel Proust: Radosti a dny (1927), Hledání ztraceného času (1927–1929), Vzpomínky (1930)
- Romain Rolland: Petr a Lucie (1920), Dobrý člověk ještě žije (1924), Okouzlená duše (1928), Mystický a činný život dnešní Indie (1931)
- Jules Romains: Obrozené městečko (1928), Lidé dobré vůle (1937–1938)
- Stendhal: Kruté lásky (1930)
- Suarés: Napoleon (1921)
- Jean de la Varende: Kentaur boží (1939)
- Remy de Gourmont: Mallarméova „Poslední móda“, (1930, soukromý tisk)

#### z italštiny
- Niccolò Machiavelli: Vladař (1940)
- Giuseppe Prezzolini: Život N. Machiavelliho (1940)
- Fabio Tombari: Celá Frusaglia (1941)

#### z němčiny
- Bertolt Brecht: Třígrošový román (1935)
- Leonhard Frank: Ze tří milionů tři (1932)
- Hans Jacob Christoph von Grimmnelshausen: Dobrodružný Simplicius Simplicissimus (1929)
- Erwin Quido Kolbenheyer: Úsměv penátů (1941)
- Artur A. Kuhner: Paganini. Geniovy stopy (1931)
- Hermann Löns: Vlkodlak (1941)
- Nikolaus Schwartzkopf: Grünewald, barbar čistého srdce (1941)
- Karl Heinrich Waggerl: Matky (1942)
- Jakob Wassermann: Kryštof Kolumbus (1930)
- Arnold Zweig: Výchova před Verdunem (1936), Nastolení krále (1938)
- Mary MacMillan (Auguste Lazar): Teta Sally v Americe

#### ze španělštiny
- Miguel de Unamuno: Tragický pocit života (1927)

#### z angličtiny
- Hendrik Willem van Loon: Rembrandt, tragédie prvního moderního člověka (1939)